# 羅薩莉婭鎮區 (巴特勒縣)
羅薩莉婭鎮區（英語：Rosalia Township）為位在美國堪薩斯州巴特勒縣的鎮區。2010年美国人口普查中該鎮區人口有631人。

## 歷史
羅薩莉婭鎮區於1871年設立。該鎮區名稱以此鎮區第一任郵政局長的妻子羅薩莉婭（Rosalia）命名。

## 地理
羅薩莉婭鎮區涵蓋面積163.12平方（62.98平方英里），境內無城鎮設立。根據美國地質調查局的資料，此鎮區僅有1座墓園。

### 溪流
通過此鎮區的溪流有：
- 迪哈斯溪（De Haas Creek）
- 小沃爾納特溪中分支（Middle Branch Little Walnut River）
- 尼古拉斯溪（Nicholas Creek）

## 人口統計
根據2010年美國人口普查，羅薩莉婭鎮區人口有631人，人口密度為3.88人/平方公里。種族方面，97.31%為白人；0.16%為非裔美洲人；1.43%為美洲原住民；0%為亞洲人；0%為太平洋島民；0.16%為其他種族；另外有0.95%為兩個或以上的種族。而西班牙裔美國人或拉丁美洲人佔該鎮區人口的2.06%。

## 外部連結
- City-Data.com （页面存档备份，存于）